# Aristomenes von Alyzeia
Aristomenes von Alyzeia (altgriechisch Ἀριστομένης Aristoménēs; * 3. Jahrhundert v. Chr. in  Alyzeia, Akarnanien, Griechenland; † 2. Jahrhundert v. Chr. in Ägypten?) war ein Politiker des Ptolemäerreichs. Zu Beginn des 2. Jahrhunderts v. Chr. trat er als Regent des Königs Ptolemaios V. auf.
Aristomenes, Sohn des Menneas, stammte aus der Stadt Alyzeia. Er vertrat seine Heimatstadt im Jahr 216 v. Chr. bei der akarnanischen Bundesversammlung und ging später nach Ägypten. Dort wurde er von Agathokles protegiert. 204/203 wurde Aristomenes Alexanderpriester, 203 somatophýlax (Leibwächter). Den Sturz des Agathokles im Jahr 202 überstand er und setzte 201 den Regenten Tlepolemos ab, um an seiner Stelle als epítropos zu herrschen.
Aristomenes entmachtete 198 v. Chr. den Heereskommandanten Skopas, nachdem dieser die Insel Samos für das Ptolemäerreich zurückerobert hatte. 196 gelang ihm der Friedensschluss mit dem Seleukidenherrscher Antiochos III., in dessen Folge er ein Dekret herausgeben ließ, das uns heute auf dem Stein von Rosetta überliefert ist. Aristomenes trat in der Regierung stets für Zentralisierung und Effizienz der ptolemäischen Herrschaft ein. Seine Versuche, den Aufstand in der Thebais zu ersticken, scheiterten jedoch. Dagegen stellte sich seine Entscheidung, den Strategen auf Zypern gleichzeitig zum Oberpriester zu ernennen, wegen der hohen Tempeleinkünfte als weise heraus. In Ägypten führte er das Amt des Epistrategen ein und erneuerte das System der Hofrangtitel. Noch vor 192 stürzte er aus unbekannten Gründen.